# Bernardino Giraud
Pour les articles homonymes, voir Giraud.
Bernardino Giraud, né le 14 juillet 1721 à Rome, alors capitale des États pontificaux et mort le 5 mai 1782 dans la même ville, est un cardinal italien du XVIIIe siècle. Son père est un riche banquier, d'origine française, installé à Rome.

## Biographie
Bernardino Giraud naquit au sein d'une riche famille de banquiers d'origine française, installée à Rome depuis le début du XVIIIe siècle dans le palais Giraud-Torlonia. Son frère, Stefano, sert également le Saint-Siège. Le 27 juin 1820, la famille sera anoblie par le pape Pie VII en faveur du comte Pietro Giraud.
Bernardino Giraud est nommé archevêque titulaire de Damas (de) en 1767 et il est consacré le 26 avril 1767 par Clément XIII avec comme co-consécrateurs Scipione Borghese et Ignazio Reali. Il est envoyé comme nonce apostolique en France. Il est archevêque de Ferrare à partir de 1773.
Le pape Clément XIV le crée cardinal in pectore lors du consistoire du 17 juin 1771. Sa création est publiée au mois d'avril 1773.
Le cardinal Giraud participe au conclave de 1774-1775, lors duquel Pie VI est élu pape. Il est camerlingue du Sacré Collège en 1781.

## Succession apostolique
Bernardino Giraud a ordonné les évêques suivants :
- Cardinal Alessandro Mattei (1777)
- Archevêque Vincenzo Labini (it), O.S.Io.Hieros. (1780)